# Periga galbimaculata
Periga galbimaculata är en fjärilsart som beskrevs av Lemaire 1971. Periga galbimaculata ingår i släktet Periga och familjen påfågelsspinnare. Inga underarter finns listade i Catalogue of Life.